# نافاريلين
نافاريلين (بالإنجليزية: Nafarelin)‏ هو دواء يُستعمل في علاج:
- انتباذ بطاني رحمي[6]